# Surgutneftegas
Surgutneftegas (Сургутнефтегаз) er et russisk olie- og gasselskab. Virksomheden har hovedkvarter i Surgut i Vestsibirien, hvor de fleste af virksomhedens olie- og gasfelter også findes. Omsætningen var i 2017 på 20,1 mia. US $ og der var 93.000 ansatte.
Surgutneftegas har et stort olieraffinaderi i Kirisji i nærheden af Sankt Petersborg, det drives af datterselskabet Kinef. Der drives også en kæde af tankstationer i det nordvestlige Rusland. Surgutneftegas er aktionær i Oneximbank (Объединённый экспортно-импортный банк).
Surgutneftegas blev etableret i 1993 som et aktieselskab. I 1995 vandt de et udbud for et stort oliefelt i Khanty-Mansijskij autonome okrug.